# Каталанофобия
Каталанофо́бия (кат. Catalanofòbia) — враждебное, пренебрежительное, недоброжелательное отношение к каталонскому этносу, каталонскому языку и культуре. В силу исторических причин обычно проявляется в Испании, Франции и Италии.

## История
Антагонизм между землями Арагонской короны и Королевством Кастилия восходит к позднему средневековью. В XIII—XV вв. кастильские хронисты создавали миф о кастильских королях как о законных и единственных наследниках вестготского государства и законных повелителях всего пиренейского полуострова. Самостоятельная государственность Королевства Арагон и Графства Барселонского была вызовом этой концепции. По мнению ряда историков антагонизм каталонцев и других народностей пиренейского полуострова восходит к тем временам. Каталанофобия не ограничивалась исторической наукой: Валенсийская Библия, одна из первых Библий на современном языке, была уничтожена во время инквизиции.
Попытка Каталонии сменить сюзерена или даже вернуть себе самостоятельность во время Сегадорского восстания 1640—1652 годов вызвала всплеск антикаталонских настроений во многих областях Испании. Среди прочих, антикаталонские высказывания последовали от классика испанской литературы Франсиско де Кеведо. В эпоху франкизма антикаталонские настроения выразились в последовательных репрессивных мерах против каталонского языка, культуры и символики.
После крушения франкизма автономия Каталонии была восстановлена, каталанский язык получил статус государственного, но проявления бытовой неприязни к каталонцам продолжают отмечаться.